# Ерик Алфред Хејвлок
Ерик Алфред Хејвлок (3. јун 1903 — 4. април 1988) је био британски класичар који је већи дио свог живота провео у Канади и Сједињеним Државама. Био је професор на Универзитету у Торонту и био је активан у канадском социјалистичком покрету током 1930-их. 

## Биографија
Током 1960-их и 1970-их, служио је као предсједавајући одјељења за класику на Харварду и Јејлу . Иако је био обучен у традицији класичних студија Оксбриџа на прелазу из 20. вијека , која је грчку интелектуалну историју видјела као непрекинути ланац сродних идеја, Хејвлок је радикално раскинуо са својим учитељима и предложио потпуно нови модел за разумијевање класичног свијета, заснован на оштрој подјели између књижевности 6. и 5. вијека прије нове ере, с једне стране, и 4. с друге стране.

## Научни рад
Велики дио Хејвлоковог рада био је посвећен разматрању једне тезе: да је цјелокупна западњачка мисао заснована на дубокој промјени у врстама идеја доступних људском уму у тренутку када је грчка филозофија прешла из усменог у писмени облик. Идеја је била контроверзна у класичним студијама, а потпуно су је одбацили и многи Хавлокови савременици и модерни класицисти. Његове идеје су ипак имале далекосежан утицај, како у класичним студијама, тако и у другим академским областима. Оставио је значајан утицај на Маршала Меклуана и Харолда Иниса. . 